# 石有恒
石有恆（？—1624年），字伯常，號雲岫，湖廣黄州府蕲州黃梅縣人。明朝政治人物。

## 生平
石有恆為人性格高潔，以文章聞名，與鄒元標相善，并曾經持其書結交東林黨人。
萬曆三十四年（1606年）中丙午科湖廣鄉試舉人，萬曆四十七年（1619年）中己未科進士，授浙江遂安縣知縣。遂安知縣任內，石有恆警戒自己不可「避勞、邀利、畏禍」，又以程朱正學課士訓民。官府需要運輸的時候，石有恆不攤派里甲動用鄉民，而是利用衙門的羡緡公貯自費，不勞民力。當地遇天災時，他又親自前往荒瘠田地問百姓疾苦。石有恆為官清廉，讓僕人種園蔬，自己親自灌漑不用民一物，又拒絕當地士紳的餽贈。
天啓元年（1621年），調長興縣。天啓四年（1624年）正月，長興縣民吳野樵起事沖入縣城，賊人露刃威脅石有恒，石有恒罵賊曰「草賊敢叛天子，殺王臣耶?」，賊人索要官印，石有恒最後不屈被殺，賊人後來搜括他的財產，只有粗葛二端、俸金二兩而已。朝廷追贈太僕寺少卿，謚忠烈。

## 家族
曾祖石朝中，生员。祖父石承芳，封户部主事。父石崑玉，右佥都御史。弟有定、有信（乙卯舉人）。子石確，崇祯辛未進士。